# Dix femmes pour un mari
Dix femmes pour un mari è un cortometraggio del 1905 diretto da Georges Hatot, Lucien Nonguet e Ferdinand Zecca.

## Trama
Un giovane si sta preparando davanti allo specchio per uscire di casa, si sta preparando perché ha messo un annuncio sul giornale per la ricerca di una sposa: giovane, 32 anni, ricco, elegante, educazione brillante, sposerebbe una giovane ragazza, bella, gentile e distinta. L'appuntamento è nel pomeriggio, alle 15:00, davanti al chiosco, nel parco "Bois de Vincennes". Per farsi riconoscere avrebbe portato un mazzo di mimosa, arrivato al parco si accorge però che le candidate sono numerose ed arrivano da tutte le parti. Dieci donne innamorate di lui, terrorizzato ed impaurito fugge entrando da una porta poi uscendo da un'altra poi attraversano una vettura. Ma non finisce, arrivati lungo il viale di "Vincennes" salta un ostacolo seguito dalle donne che alzando le gonne per passarlo, arrivati al fiume ci casca dentro ma una delle dieci candidate lo blocca e a quel punto le altre deluse se ne vanno.

## Fonti[1]
- Henri Bousquet: Oggetto del Supplemento dell'aprile 1905
- Pubblicità nel Forain Industrial n ° 818, 8.4.1905
- Susan Dalton: Film Pathé Brothers - Supplemento. Parigi: Pathé, aprile 1905, p 008
- Fratelli Pathé: I film di Pathé produzione (1896-1914), Volume 1, p. 105
- New York: Pathé Cinematograph Co., aprile 1906, p. 012
- Film dei fratelli Pathé. Parigi: Pathé, 1907, p 027
- Cinematographi Pathé fratelli - Parigi, Milano, 1907, p 025
- Catalogo Pathé fratelli, Barcellona 1907, p. 024
- Henri Bousquet, Catalogo Pathé degli anni 1896-1914
- Bures-sur-Yvette, Edizioni Henri Bousquet, 1994-2004

## Proiezioni[1]
1. Cineografo Americano, Trieste, 11.8.1905
2. Grande Cinematografo Americano, Circo, Rouen, 30.9.1905
3. Palazzo dell'Elettricità, fiera d'autunno, Bordeaux, 8.10.1905